# Гархинг ан дер Алц
Гархинг ан дер Алц (њем. Garching an der Alz) општина је у њемачкој савезној држави Баварска. Једно је од 24 општинска средишта округа Алтетинг. Према процјени из 2010. у општини је живјело 8.553 становника. Посједује регионалну шифру (AGS) 9171117.

## Географски и демографски подаци
Гархинг ан дер Алц се налази у савезној држави Баварска у округу Алтетинг. Општина се налази на надморској висини од 459 метара. Површина општине износи 25,9 km². У самом мјесту је, према процјени из 2010. године, живјело 8.553 становника. Просјечна густина становништва износи 331 становника/km².